# Tempio taoista
Il tempio taoista (zh. 道觀T, 道观S, dàoguànP, anche 宫观S, gōngguànP) è il luogo di culto della religione del Taoismo.
I templi taoisti originariamente si trovavano solo nelle aree cinesi con un'alta percentuale di cinesi Han. Successivamente la fede si diffuse in Vietnam e Corea, paesi geopoliticamente legati alla Cina sin dai tempi della dinastia Han (206 a.C.–220 d.C.). Nel XVI secolo, furono costruiti templi taoisti anche in luoghi con molti cinesi d'oltremare, inizialmente il Sud-est asiatico. Oggi ci sono templi taoisti anche in Giappone e nelle Americhe.
Inizialmente il culto si svolgeva all'aperto. Con il tempo si sono costruiti dei templi veri e propri chiamati, nei quali si svolgono non solo riti religiosi, ma anche fiere, manifestazioni teatrali e spettacoli. Struttura e funzione del tempio taoista variano a seconda della scuola taoista a cui appartiene il tempio: es. i guàn della Scuola Quanzhen sono monasteri dove vivono sacerdoti taoisti celibi, i daoshi (zh. 道士S, dàoshìP, lett. "Maestro del Tao").

## Storia
Il culto taoista inizialmente era praticato all'aperto, per es. presso monti sacri come il celeberrimo Monte Tai, (zh. 泰山S, Tài ShānP), sede dei sacrifici 封禪S, Fēng ShànP fondanti del mandato celeste dell'imperatore cinese, il Monte Longhu (zh. 龙虎山S, Lónghŭ ShānP, Lung-fu SanW, lett. "Montagna del drago e della tigre"), nel Yingtan (Jiangxi) o i Monti Wudang (zh. 武当山S, Wǔdāng ShānP) nel Hubei, ecc.
Solo in fase successiva si diffuse la costruzione di templi taoisti, sostanzialmente a partire dalla dinastia Tang (618–907): es. all'imperatore Taizong (r. 626–649) si dovette la costruzione del primo tempio dei Wudang, il Tempio dei Cinque Draghi. Molti dàoguàn furono poi costruiti durante la dinastia Song (960–1279), la dinastia Yuan (1271–1368) e la dinastia Ming (1368–1644). La dinastia Qing (1636–1912) vide il declino del taoismo e furono costruiti pochi templi, in ragione del fatto che i Manciù erano ferventi buddisti tibetani.
Dopo la morte di Mao Zedong (1976), la religione fu gradualmente ammessa nella vita pubblica. Gli antichi templi taoisti distrutti durante la Rivoluzione culturale (1966–1976) promossa dal Partito Comunista Cinese sono stati restaurati e riaperti e quelli ch'erano stati quasi completamente distrutti durante questo periodo furono ricostruiti. Anche la costruzione di nuovi complessi di templi di grandissime dimensioni, anche templi taoisti, è un fenomeno in crescita nell'odierna Repubblica popolare cinese. Di conseguenza, ora ci sono anche templi taoisti nel Xinjiang, regione autonoma a maggioranza musulmana, e nella Regione Autonoma del Tibet a maggioranza buddista tibetana.

## Descrizione
Durante la dinastia Song meridionale (1127–1279), complice il diffondersi massiccio del Buddhismo Chán (base da cui sviluppò il Buddhismo Zen), il monachesimo divenne la tendenza religiosa imperante in Cina ed anche i taoisti cercarono di creare un loro monachesimo emulando quello buddhista. Pertanto, molti dàoguàn furono costruiti secondo uno schema simile ai monasteri buddisti. Sebbene le dimensioni non possano essere paragonate a quelle dei grandi monasteri buddisti, la forma e il modello dei templi taoisti sono similari: la disposizione a cortile, l'architettura a sala, le statue, ecc. Inoltre, i grandi templi taoisti funzionano anche come entità economica autosufficiente, altra caratteristica che li accomuna ai templi buddhisti. Il dàoguàn ha magnifici edifici e diverse offerte, con sale, statue, giardini e persino aziende annesse. Contiene anche diversi spazi edificabili per scopi diversi, ad esempio il giardino medicinale e il frutteto, laghetti e giardini.
Il dàoguàn moderno è formato da un cortile e da una stanza principale, dove alloggia la statua della divinità. Sono gestiti perlopiù da sacerdoti (zh. 道士S, dàoshìP, lett. "Maestro del Tao") sotto la direzione di un consiglio di laici e costruiti tramite donazioni.

## Rito

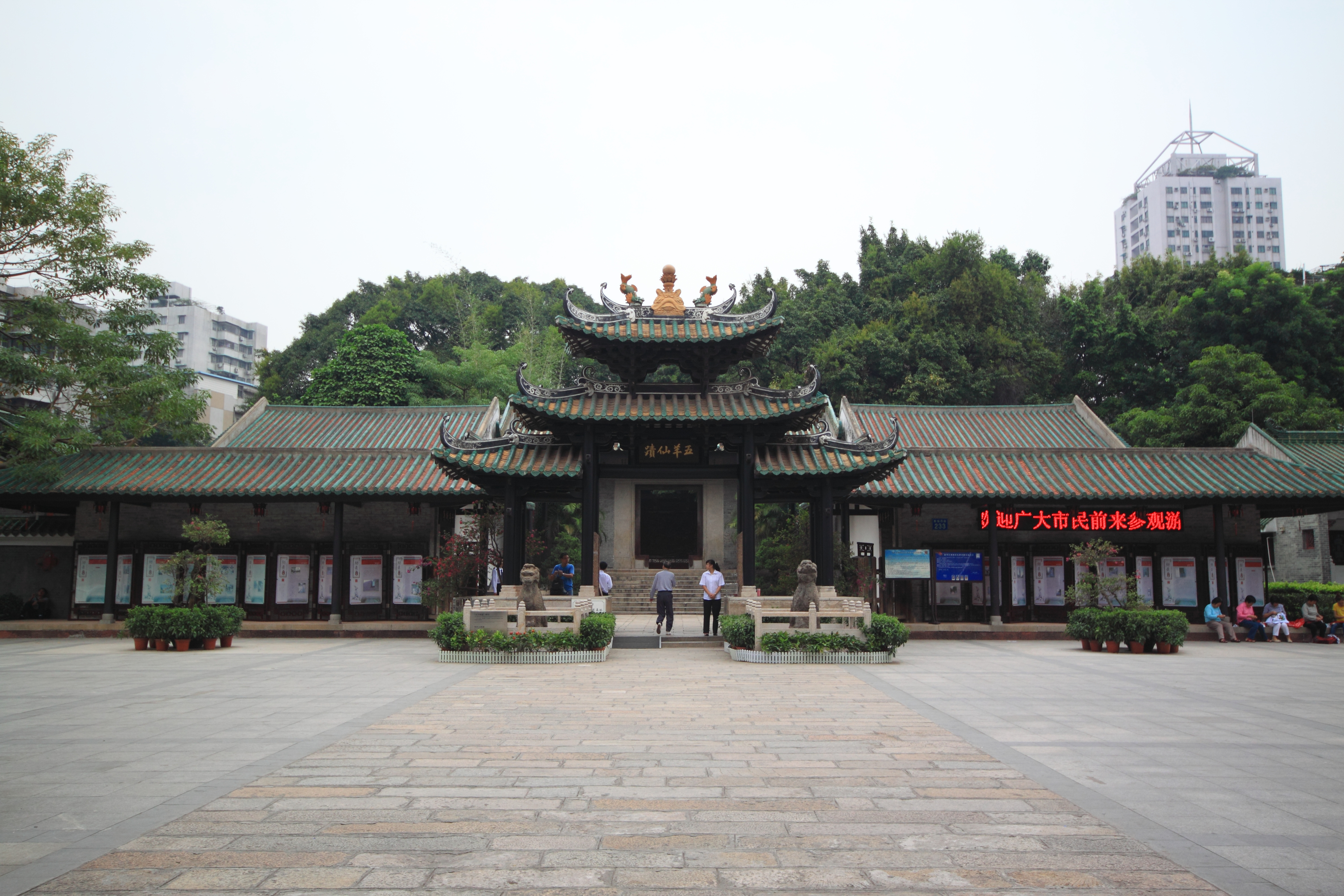
Il Tempio dei Cinque Immortali a Guangzhou.

Esistono molti modi per praticare il Taoismo: pregare, meditare, ricorrere dagli elisir (neidan e waidan), ecc. Indipendentemente dalle pratiche in cui sono impegnati, i taoisti necessitano quiete e inazione. Pertanto, l'ubicazione dei dàoguàn richiede tranquillità e libertà dai disturbi del mondo esterno. La maggior parte dei templi (ma non tutti) sono costruiti pertanto lontano dalle città rumorose e trafficate, nelle foreste profonde, come valse per i templi buddhisti.
Diversi dèi taoisti sono adorati nei dàoguàn ed i fedeli sono liberi di fare offerte a molteplici divinità. La maggior parte dei templi hanno statue dei Tre Puri, dell'Imperatore di Giada, di Sanguhan, Chongyang, Qizhen, Yaowang, Guan Yu e Lingguan ma non mancano anche i bodhisattva buddisti Guanyin e Ksitigarbha, a riprova del grande sincretismo che caratterizza la pratica religiosa cinese. Le offerte si consistono di bastoncini di incenso, frutta, carne (pesce, pollo e maiale) e vino. Durante il sacrificio si pregano per determinate intenzioni.
Nei templi taoisti, i daoshi organizzano grandi e piccoli incontri di preghiera.
La maggior parte dei visitatori del tempio vengono durante il capodanno cinese (zh. 春節T, 春节S, chūnjiéP, lett. "Festa della primavera"), perché è un'antica usanza culturale offrire sacrifici ai numerosi dèi e pregare per un anno prospero, soprattutto il primo giorno del nuovo anno. È molto importante bruciare il primo bastoncino di incenso in questo giorno. Le persone fanno lunghe file per questo.

## Vita templare
Un dàoguàn può essere un zisun miao tempio discendente o un conglin miao:
- gli zisun miao sono tramandati di generazione in generazione, da maestro a discepolo, e la proprietà del tempio può essere ereditata da una setta esclusiva. I taoisti di altre sette possono vivere temporaneamente nel tempio ma non possono interferire con gli affari del tempio. Di solito i neofiti taoisti si formano in uno zisun miao.
- i conglin miao non possono accogliere nuovi discepoli e la proprietà del tempio non può essere ereditata poiché appartiene a tutte le congregazioni taoiste del mondo. I conglin miao sono generalmente non settari e tutti i Dharma taoisti hanno il diritto di viverci e gestirne gli affari. Generalmente, indipendentemente dall'età, dal sesso o dalla durata del monachesimo, qualsiasi taoista che possa risiedervi ha il diritto di essere eletto come massimo leader. I taoisti che vivono a lungo nel conglin miao sono chiamati taoisti permanenti. Il "Sistema della Giungla" fu creato dalla Scuola Quanzhen prendendo a esempio il Sistema della Foresta dei buddhisti chan.

C'è una chiara divisione del lavoro nel tempio, comunemente nota come "tre maestri, cinque maestri e diciotto capi", che sono responsabili dell'insegnamento del sutra, della creazione di meriti, della sicurezza, del digiuno, del collocamento del personale, dell'auto-sostentamento, cucina e altre questioni. Generalmente i neofiti apprendono questa conoscenza in uno zisun miao e, dopo tre anni, ottengono la sciarpa della corona e il permesso del maestro; poi possono spostarsi in un conglin miao per vivere da soli e imparare di più. Dopo lo studio, tornano di nuovo.
Inoltre, la setta non è determinata dal tempio in cui il monaco lascia la sua casa. Piuttosto, è decisa dalla discendenza del dharma che concede il nome alla setta in base alla setta. E poi, dovunque si vada, è la stessa setta, e si può vivere in uno zisun miao o in un conglin miao, purché sia opportuno. Generalmente, il tempio dove vive un nuovo monaco è il tempio della sua stessa setta ma non è una regola assoluta. Dopo aver avuto un maestro, se un aderente incontra un daoshi migliore, può seguirlo senza dover cambiare la propria discendenza: es. l'Imperatore Giallo stesso studiò il Tao con 72 distinti maestri!

### Fonti
- (ZH) Ban Biao, Ban Gu e Ban Zhao, 漢書T, 汉书S, HànshūP, Ch'ien Han ShuW, lett. "Libro degli Han", 二十四史S, Èrshísì ShǐP, lett. "Ventiquattro Storie", 111 d.C.
- (ZH) Liu Xu, 唐書T, 唐书S, TángshūP, T'angshuW, lett. "Libro dei Tang", 二十四史S, Èrshísì ShǐP, lett. "Ventiquattro Storie", 945.

### Studi
- (EN) Xin Han, Well-Known Temples of China, Pechino, The Eastern Publishing Co. Ltd, 2006, ISBN 7506024772.
- (EN) James Miller, Chinese Religions in Contemporary Societies, ABC-CLIO, 2006, ISBN 1-85109-626-4.
- (EN) Yun Qian, Taoist Buildings: Ancient Chinese Architecture, Springer, 2000.
- (EN) Xinzhong Yao, Chinese Religion: A Contextual Approach, Londra, A&C Black, 2010, ISBN 978-1-84706-475-2.
- (EN, ZH) Yan Zi, Famous Temples in China, Pechino, Huangshan Publishing House, 2012, ISBN 978-7-5461-3146-7.